# A Três
 (mai 2024).
A Três est un groupe brésilien de bossa nova, originaire de São Paulo.

## Histoire
Le groupe est formé en 1989 par Leni Requena, Solange Codonho et Cibele Codonho dans la ville de São Paulo. Le groupe doit son nom au fait qu'il s'agit de trois voix, trois instruments et trois femmes,. Leur répertoire est axé sur la música popular brasileira, en particulier la bossa nova.
En 1996, le groupe se rend à Gifu, au Japon, pour représenter le Brésil lors d'un festival de musique populaire. En 2008, il se produit dans le cadre du projet Som da Sexta, parrainé par le gouvernement de l'État de São Paulo. L'année suivante, le groupe A Três participe au concert A Tradição do Grupo Vocal, avec Roberto Sion à la tête de l'orchestre Tom Jobim. Le répertoire du groupe est axé sur la musique populaire brésilienne.

## Discographie
- Vocalise[5]